# Aardbeving Myanmar maart 2011
De aardbeving in Myanmar van maart 2011 was een zware aardbeving die zich voordeed op 24 maart 2011 in het oosten van de staat Shan. De beving had een kracht van 6,8 op de momentmagnitudeschaal en werd gevolgd door twee naschokken van 4,8 en 5,4. Het epicentrum lag maar 110 kilometer van de Thaise stad Chiang Rai. Er werden 151 doden en 212 gewonden bevestigd.

## Slachtoffers
Zeker 10 mensen daarvan kwamen om het leven in het grensstadje Tachileik, onder wie één kind. In Tarlay kwamen 40 mensen om het leven en meer dan 130 huizen stortten daar in. Ook kwam zeker één persoon om het leven in Thailand, in de noordelijke provincie Mae Sai.

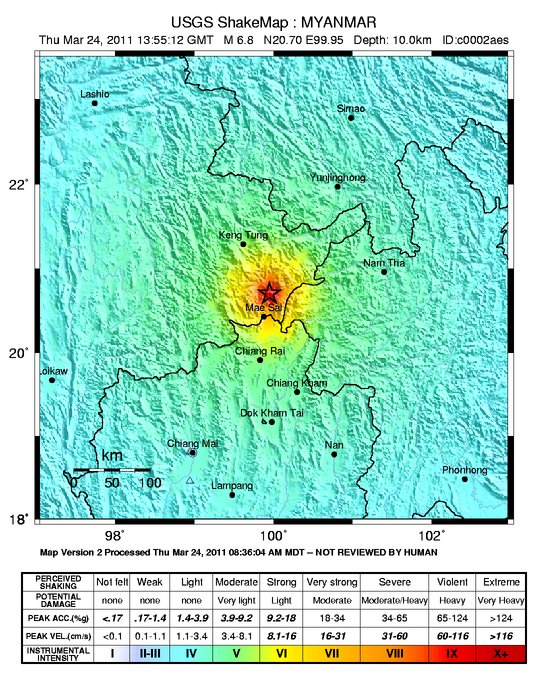
Het epicentrum van de aardbeving.